# Myleus setiger
Myleus setiger es una especie de pez de la familia Characidae en el orden de los Characiformes.

## Morfología
Los machos pueden llegar alcanzar los 27 cm de longitud total.

## Hábitat
Vive en zonas de clima tropical.

## Distribución geográfica
Se encuentran en Sudamérica: afluente s de los ríos  Amazonas y Orinoco, y ríos de las Guayanas.